# Шорин, Дэн
Дэн Шорин (26 мая 1977, Киреевск, Тульская область, СССР) — российский писатель-фантаст. Член Союза писателей Москвы, кавалер «Ордена рыцарей фантастики» имени Игоря Халымбаджи.

## Биография
Родился в 1977 году в городе Киреевске Тульской области. Его отец Анатолий Шорин умер, когда Дэну исполнилось 11 лет. В семье была большая библиотека, что предопределило любовь Дэна к чтению, а позднее и к литературному творчеству. Окончил Тульский государственный университет по специальности «Информационные системы в экономике». Но зарабатывать стал литературным творчеством. В 2004 году опубликовал первый рассказ «А всё-таки она вертится» в сборнике «Аэлита. Новая волна», выпущенным при старейшем российском фестивале фантастики Аэлита.
В опубликованном в 2011 году в журнале «Сибирские огни» рассказе «Бхишма» предсказал Вооружённый конфликт на востоке Украины. Автор предпочитает космическую фантастику. В 2012 году в Екатеринбурге опубликовал авторский сборник «Большой космос». Рассказ «Печаль большого дракона» рассматривается в рамках элективного курса «Малые жанры новейшей русской литературы» для 10-11 классов. Был номинирован на премии «Интерпресскон», «Бронзовая Улитка», «Портал», «Ясная поляна». В 2013 году был удостоен «Ордена рыцарей фантастики» имени Игоря Халымбаджи.

## Аудиокниги
- Амулет, рассказ. Модель для сборки 2005[9][10]
- Печаль большого дракона, рассказ. Модель для сборки 2006
- Белый волк из прессованного пластика, рассказ [Тёмные аллеи, 2010]
- Бутылочка профессора Клейна, рассказ [Тёмные аллеи, 2010]
- Все углы треугольника, рассказ. Модель для сборки 2010
- Юзабилити, рассказ [Тёмные аллеи, 2011]
- Две с половиной секунды, рассказ. Модель для сборки 2011
- Иначе, рассказ [Фантаскоп, 2012]
- Коты не умеют улыбаться, рассказ. Модель для сборки 2013
- Звёзды для дочки, рассказ [Экспрессия, 2013]
- Две стороны копейки, рассказ [Книжки, 2020]
- Спам, рассказ [Книжки, 2020]
- Телескоп и голуби, рассказ [Рассказы, 2020]

## Политическая деятельность
Член общественно-политического движения «Солидарность» с 2010, член Партии 5 декабря с момента основания (2012). Активно поддержал антипутинские протесты 2011—2012 года. В 2013 году покинул Россию.